# Poison (canción de Bell Biv DeVoe)
«Poison» es el sencillo debut del grupo vocal estadounidense Bell Biv DeVoe. La canción, al estilo del new jack swing, un híbrido de finales de los 80 y principios de los 90 de R&B, hip hop y swing, fue la más exitosa del grupo. Escrito y producido por Dr. Freeze, «Poison» fue el primer sencillo extraído del álbum debut del mismo nombre de Bell Biv DeVoe.

## Antecedentes
| «Cuando los chicos lo escucharon, se volvieron locos. No pensé que ese disco iba a ser tan grande porque era una carta de amor personal a mi ex novia en ese momento. Al principio no era una canción. Era una carta. Cuando la escribí como una canción, dejé que muchos de mis amigos la escucharan, y dijeron que era extraño. Después de eso, armé la música. Estaba pensando que no iba a estar en el álbum porque esos pesos pesados ya estaban en él. Terminé teniendo dos canciones en el álbum: “Poison” y “She's Dope!”» —Elliot Straite hablando sobre la letra y la composición de la canción. |

La canción fue escrita y producida por Elliot Straite, también conocido como Dr. Freeze. Straite había planeado originalmente incluir la canción en su propio álbum, pero los planes cambiaron cuando los miembros de Bell Biv DeVoe escucharon su versión demo. Straite citó al grupo electrónico alemán Kraftwerk y a los músicos latinos Tito Puente y Mongo Santamaria como influencias en el sonido y la producción de la canción.

## Rendimiento en listas
En la lista de sencillos Billboard Hot 100, «Poison» subió del número cincuenta y dos, al número treinta y ocho en la semana del 14 de abril de 1990, y finalmente alcanzó el puesto número tres durante cuatro semanas consecutivas, a partir del 9 de junio de 1990. El sencillo también alcanzó el puesto número uno en la lista Hot Black Singles durante dos semanas. «Poison» se convirtió en uno de los sencillos más exitosos de 1990, y fue un elemento básico en MTV y la radio convencional en el verano, pasando diez semanas en el Top 10. El sencillo alcanzó el número siete en las listas de música dance. «Poison» fue certificado platino por la RIAA el 1 de junio de 1990 por ventas de más de un millón de copias.

## Video musical
El video musical oficial de la canción fue dirigido por Lionel C. Martin. El color predominante es el púrpura. Se lleva a cabo en un club, una antigua cancha de baloncesto y un patio de la escuela.

## Posicionamiento en listas
| País (Lista 1990)                              | Posición más alta |
| ---------------------------------------------- | ----------------- |
| Canadá Top Singles (RPM)                       | 13                |
| Europa (European Hot 100 Singles)              | 4                 |
| Países Bajos (Nederlandse Top 40)              | 30                |
| Países Bajos (Single Top 100)                  | 25                |
| Nueva Zelanda (Recorded Music NZ)              | 3                 |
| Reino Unido (OCC)                              | 19                |
| Estados Unidos (Billboard Hot 100)             | 3                 |
| Estados Unidos (Billboard Hot Black Singles)   | 1                 |
| Estados Unidos (Billboard Dance Club Songs)    | 7                 |
| Estados Unidos (Billboard Dance Singles Sales) | 3                 |

| País (Lista 2021)                                         | Posición más alta |
| --------------------------------------------------------- | ----------------- |
| Estados Unidos (Billboard Digital Song Sales)             | 27                |
| Estados Unidos (Billboard R&B Digital Song Sales)         | 7                 |
| Estados Unidos (Billboard R&B/Hip-Hop Digital Song Sales) | 11                |

| País (Lista 1990)                  | Posición más alta |
| ---------------------------------- | ----------------- |
| Nueva Zelanda (Recorded Music NZ)  | 32                |
| Estados Unidos (Billboard Hot 100) | 3                 |

| País (Lista 1958-2018)             | Posición más alta |
| ---------------------------------- | ----------------- |
| Estados Unidos (Billboard Hot 100) | 318               |

## Certificaciones
| País                  | Certificación |
| --------------------- | ------------- |
| Estados Unidos (RIAA) | Platino       |